# ابرتورم در جمهوری وایمار
ابرتورم در جمهوری وایمار دوره‌ای سه ساله از ابرتورم در آلمان (جمهوری وایمار) بین ژوئن ۱۹۲۱ و ژانویه ۱۹۲۴ بود. تورم افسارگسیخته بر واحد پول آلمان، یعنی « پاپیرمارک» (Papiermark)، در دوران جمهوری وایمار به‌ویژه در سال ۱۹۲۳، تأثیر گذاشت. واحد پول آلمان در طول جنگ جهانی اول به‌طور قابل توجهی دچار تورم شده بود، زیرا دولت آلمان تلاش جنگی خود را از طریق استقراض تأمین مالی کرد که تا سال ۱۹۱۸ بدهی‌های آن به ۱۵۶ میلیارد مارک رسید. این بدهی ملی با اضافه شدن ۵۰ میلیارد مارک دیگر به‌شکل غرامت‌های نقدی و غیرنقدی (مثلاً به‌صورت زغال‌سنگ و چوب) که طبق «برنامه پرداخت‌های لندن» در ماه مه ۱۹۲۱ و پس از پیمان ورسای توافق شد، به‌طرز چشمگیری افزایش یافت.
این تورم در دوره پس از جنگ نیز ادامه پیدا کرد، به‌ویژه زمانی که در اوت ۱۹۲۱ بانک مرکزی آلمان شروع به خرید پول سخت با پول کاغذی به هر قیمتی کرد؛ اقدامی که ادعا شد برای پرداخت غرامت‌ها به‌صورت پول سخت انجام می‌شود، هرچند در عمل تا سال ۱۹۲۴ پرداخت‌های نقدی قابل توجهی صورت نگرفت. واحد پول در اوایل سال ۱۹۲۲ به‌طور نسبی تثبیت شد، اما سپس تورم افسارگسیخته آغاز گردید: ارزش تبادلی مارک از ۳۲۰ مارک در برابر هر دلار آمریکا در میانه سال ۱۹۲۲، به ۷۴۰۰ مارک در دسامبر همان سال سقوط کرد. این وضعیت در سال ۱۹۲۳ نیز ادامه یافت، به‌طوری که در نوامبر ۱۹۲۳، یک دلار آمریکا برابر با ۴٬۲۱۰٬۵۰۰٬۰۰۰٬۰۰۰ مارک شد. دولت آلمان برای مقابله با این بحران تدابیری اتخاذ کرد، از جمله معرفی واحد پول جدیدی به نام «رنتن‌مارک» (Rentenmark) که پشتوانه‌اش اوراق وام رهنی بود و بعدها با واحد پول «رایش‌مارک» جایگزین شد، و همچنین جلوگیری از چاپ بیشتر پول توسط بانک ملی.
تا سال ۱۹۲۴، واحد پول تثبیت شد و پرداخت غرامت‌های آلمان تحت «طرح داوز» (Dawes Plan) از سر گرفته شد. از آنجا که سقوط فاجعه‌بار ارزش مارک عملاً بدهی‌های موجود را از بین برده بود، برخی از این بدهی‌ها (مانند وام‌های مسکن) دوباره ارزیابی شدند تا وام‌دهندگان بتوانند بخشی از پول خود را بازیابند.
تورم افسارگسیخته باعث بی‌ثباتی سیاسی داخلی قابل توجهی در کشور شد. مورخان و اقتصاددانان دربارهٔ علل این تورم نظرات متفاوتی دارند، به‌ویژه دربارهٔ اینکه تا چه اندازه پرداخت غرامت‌ها در ایجاد آن نقش داشته است.

## پیش‌زمینه

### تورم در طول جنگ جهانی اول
برای پرداخت هزینه‌های کلان جنگ جهانی اول که در جریان بود، آلمان هنگام شروع جنگ، استاندارد طلا (قابلیت تبدیل پول خود به طلا) را به حالت تعلیق درآورد. بر خلاف فرانسه، که اولین مالیات بر درآمد خود را برای پرداخت هزینه‌های جنگ وضع کرد، ویلهلم دوم امپراتور آلمان و رایشتاگ (مجلس) تصمیم گرفتند که جنگ را به‌طور کامل با وام گرفتن تأمین کنند، تصمیمی که توسط کارشناسان مالی مانند یالمار شاخت مورد انتقاد قرار گرفت و آن را یک ریسک خطرناکی برای کاهش ارزش پول دانست.

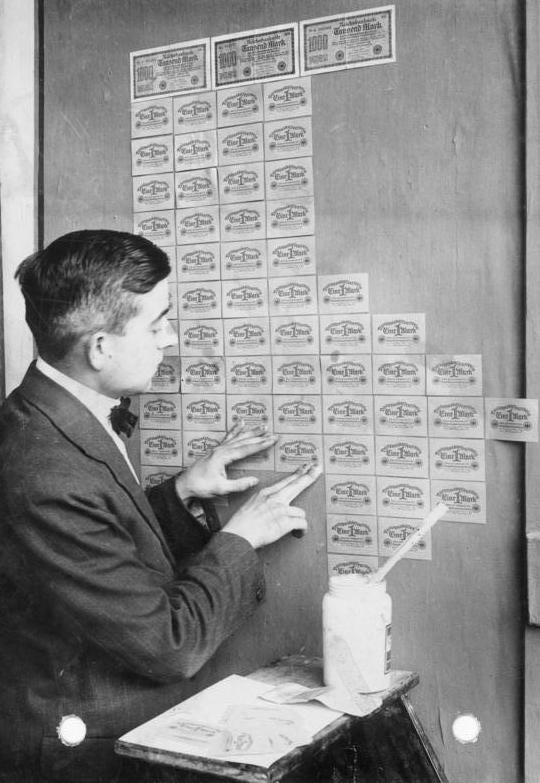
آلمان ۱۹۲۳، ارزش اسکناس چنان کم شده بود که به عنوان کاغذ دیواری مورد استفاده قرار می‌گرفت

دولت معتقد بود که با پیروزی در جنگ و غارت متفقین شکست خورده قادر به پرداخت بدهی خواهد بود. این کار باید با الحاق قلمرو صنعتی غنی از منابع در غرب و شرق و تحمیل پرداخت‌های نقدی به آلمان انجام شود، مشابه غرامت فرانسوی که پس از پیروزی آلمان بر فرانسه در سال ۱۸۷۰ اتفاق افتاد. بنابراین، نرخ ارز مارک در برابر دلار آمریکا به‌طور پیوسته از ۴٫۲ به ۷٫۹ مارک به ازای هر دلار کاهش یافت، یک هشدار اولیه برای تورم شدید پس از جنگ.

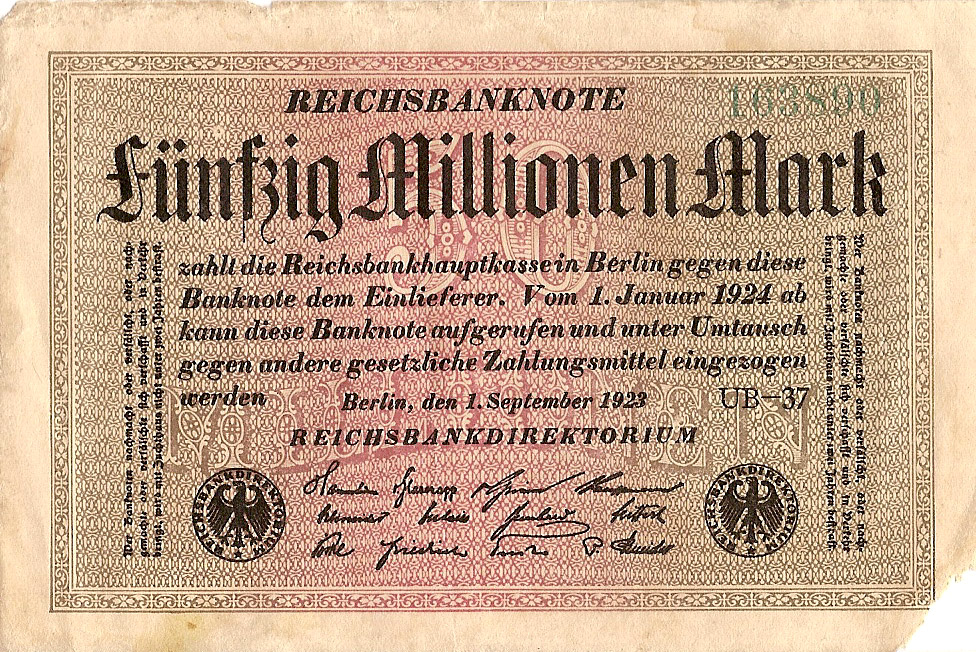
چک ۵۰ میلیون مارکی در ۱۹۲۳.

این استراتژی با شکست مواجه شد، زیرا آلمان جنگ را باخت و جمهوری جدید وایمار با بدهی‌های عظیم جنگی مواجه شد که توان پرداخت آن‌ها را نداشت: بدهی ملی در سال ۱۹۱۸ به ۱۵۶ میلیارد مارک رسیده بود. این مشکل بدهی با چاپ پول بدون داشتن منابع اقتصادی برای پشتیبانی از آن، وخیم‌تر شد.

### تورم بلافاصله پس از جنگ جهانی اول
ارزش واحد پول آلمان بلافاصله پس از پایان جنگ همچنان کاهش یافت. تا اواخر سال ۱۹۱۹، دولت آلمان پیمان ورسای را امضا کرده بود که شامل تعهد به پرداخت غرامت‌های قابل‌توجه به قدرت‌های متفق، هم به‌صورت پول سخت و هم از طریق ارسال کالاهایی مانند زغال‌سنگ و چوب بود. در آن زمان، برای خرید یک دلار آمریکا، ۴۸ مارک کاغذی لازم بود.
در ماه مه ۱۹۲۱، مبلغی که دولت‌های مرکزی (از جمله آلمان) باید به‌صورت کلی پرداخت می‌کردند، طبق «برنامه پرداخت‌های لندن» ۱۳۲ میلیارد مارک طلا تعیین شد که شامل مهلت‌های سه‌ماهه برای پرداخت بود. از این مبلغ، ۵۰ میلیارد مارک طلا در قالب اوراق قرضه نوع A و B ثبت شده بود که باید طبق برنامه در مهلت‌های مقرر پرداخت می‌شد؛ اما باقی‌مانده آن، حدود ۸۲ میلیارد مارک طلا، به عنوان اوراق قرضه نوع C ثبت شد که ماهیتی فرضی داشتند و شامل برنامه زمانی پرداخت نمی‌شدند و به تاریخی نامشخص در آینده واگذار شدند، با این پیام به آلمان‌ها که به‌طور واقع‌بینانه احتمالاً مجبور به پرداخت آن بخش نخواهند بود.: ۲۳۷ 
واحد پول آلمان در نیمه نخست سال ۱۹۲۱ نسبتاً پایدار بود و حدود ۹۰ مارک برای هر دلار آمریکا ارزش داشت. از آنجا که جبهه غربی جنگ عمدتاً در خاک فرانسه و بلژیک جریان داشت، آلمان پس از جنگ بیشتر زیرساخت‌های صنعتی خود را سالم نگه داشت و از نظر اقتصادی در موقعیت بهتری نسبت به کشورهای همسایه مانند فرانسه و بلژیک قرار داشت.
اولین پرداخت یک میلیارد مارک طلا در ژوئن ۱۹۲۱ انجام شد، زمانی که موعد آن فرا رسیده بود. در این زمان، پست‌های گمرکی در غرب آلمان توسط مقامات متفقین اشغال شد تا برنامه پرداخت‌ها به‌درستی اجرا شود. با این حال، پس از انجام نخستین پرداخت، مقامات متفق از همه جا به‌جز شهر دوسلدورف عقب‌نشینی کردند و در حالی که برخی پرداخت‌ها به‌صورت غیرنقدی ادامه یافت، فقط مقادیر اندکی از پرداخت‌های نقدی در ادامه سال‌های ۱۹۲۱ تا ۱۹۲۲ انجام شد.: 237 
از اوت ۱۹۲۱، رئیس بانک رایش، رودلف هاونشتاین، استراتژی‌ای را آغاز کرد که در آن بدون توجه به تورم، شروع به خرید ارز خارجی با مارک به هر قیمتی کرد؛ و این اقدام تنها سرعت سقوط ارزش مارک را افزایش داد. مقامات آلمانی ادعا کردند این کار برای پرداخت نقدی بدهی‌های غرامت به متفقین با استفاده از ارز خارجی انجام می‌شود. اما کارشناسان بریتانیایی و فرانسوی اظهار داشتند که این اقدام در واقع تلاشی برای نابودی واحد پول آلمان بود تا هم از انجام اصلاحات بودجه‌ای فرار شود و هم به‌طور کامل از پرداخت غرامت‌ها اجتناب گردد؛ ادعایی که اسناد دفتر صدراعظمی رایش نیز از آن حمایت می‌کرد، چرا که نشان می‌داد به تعویق انداختن اصلاحات پولی و بودجه‌ای که می‌توانست جلوی تورم افسارگسیخته را بگیرد، به‌عنوان یک مزیت در نظر گرفته شده بود. گرچه این سیاست برای اقتصاد و ثبات سیاسی فاجعه‌بار بود، اما برای دولت آلمان مزایایی نیز داشت، چرا که با وجود آنکه غرامت‌های جنگی به مارک کاغذی تعیین نشده بودند، بدهی‌های داخلی ناشی از جنگ به مارک کاغذی ثبت شده بود، و تورم بالا باعث شد این بدهی‌ها در برابر درآمدها به‌شدت کاهش یابند.: 239 
در نیمه اول سال ۱۹۲۲، مارک در حدود ۳۲۰ مارک برای هر دلار آمریکا تثبیت شد. کنفرانس‌های بین‌المللی متعددی برگزار شد؛ یکی از این کنفرانس‌ها در ژوئن ۱۹۲۲ توسط بانکدار آمریکایی جی.پی. مورگان جونیور برگزار شد. اما این نشست‌ها به هیچ راه‌حل عملی منتهی نشد، و تورم وارد مرحله تورم افسارگسیخته شد، به‌طوری که تا دسامبر ۱۹۲۲، مارک به ۷٬۴۰۰ مارک در برابر هر دلار آمریکا سقوط کرد. شاخص هزینه زندگی از ۴۱ در ژوئن ۱۹۲۲ به ۶۸۵ در دسامبر همان سال رسید، که افزایش تقریباً ۱۷ برابری را نشان می‌داد. 
در ژانویه ۱۹۲۳، پس از آنکه آلمان برای سی‌وچهارمین بار در طول سی‌وشش ماه موفق به پرداخت یکی از اقساط غرامت‌های غیرنقدی خود در قالب زغال‌سنگ نشد، نیروهای فرانسوی و بلژیکی منطقه روهر، یعنی مهم‌ترین منطقه صنعتی آلمان را اشغال کردند. در نهایت، از این طریق ۹۰۰ میلیون مارک طلا به عنوان غرامت تأمین شد.: ۲۴۵ 
واکنش دولت آلمان، اتخاذ سیاست مقاومت بدون خشونت در منطقه روهر بود؛ به این صورت که به کارگران دستور داده شد هیچ کاری که به نفع فرانسوی‌ها و بلژیکی‌ها باشد انجام ندهند. در عمل، این سیاست به یک اعتصاب سراسری در اعتراض به اشغال تبدیل شد، اما دولت همچنان باید از این کارگران اعتصابی به‌لحاظ مالی حمایت می‌کرد. دولت آلمان برای پرداخت دستمزد این کارگران، شروع به چاپ بی‌وقفه اسکناس کرد و کشور به‌زودی با سیل پول کاغذی مواجه شد، که خود بحران تورم افسارگسیخته را شدیدتر کرد.

## ابر تورم

ابرتورم در جمهوری وایمار از یک تا یک تریلیون مارک کاغذی در برابر مارک طلا؛ در مقیاس لگاریتمی.

یک قرص نان در برلین که در پایان سال ۱۹۲۲ حدود ۱۶۰ مارک قیمت داشت، تا اواخر سال ۱۹۲۳ به ۲۰۰٬۰۰۰٬۰۰۰٬۰۰۰ (یعنی ۲۰۰ میلیارد یا ۲×۱۰¹¹) مارک رسید.
تا نوامبر ۱۹۲۳، یک دلار آمریکا برابر با ۴٬۲۱۰٬۵۰۰٬۰۰۰٬۰۰۰ (یعنی ۴٫۲ تریلیون یا ۴٫۲۱۰۵×۱۰¹²) مارک آلمان بود.

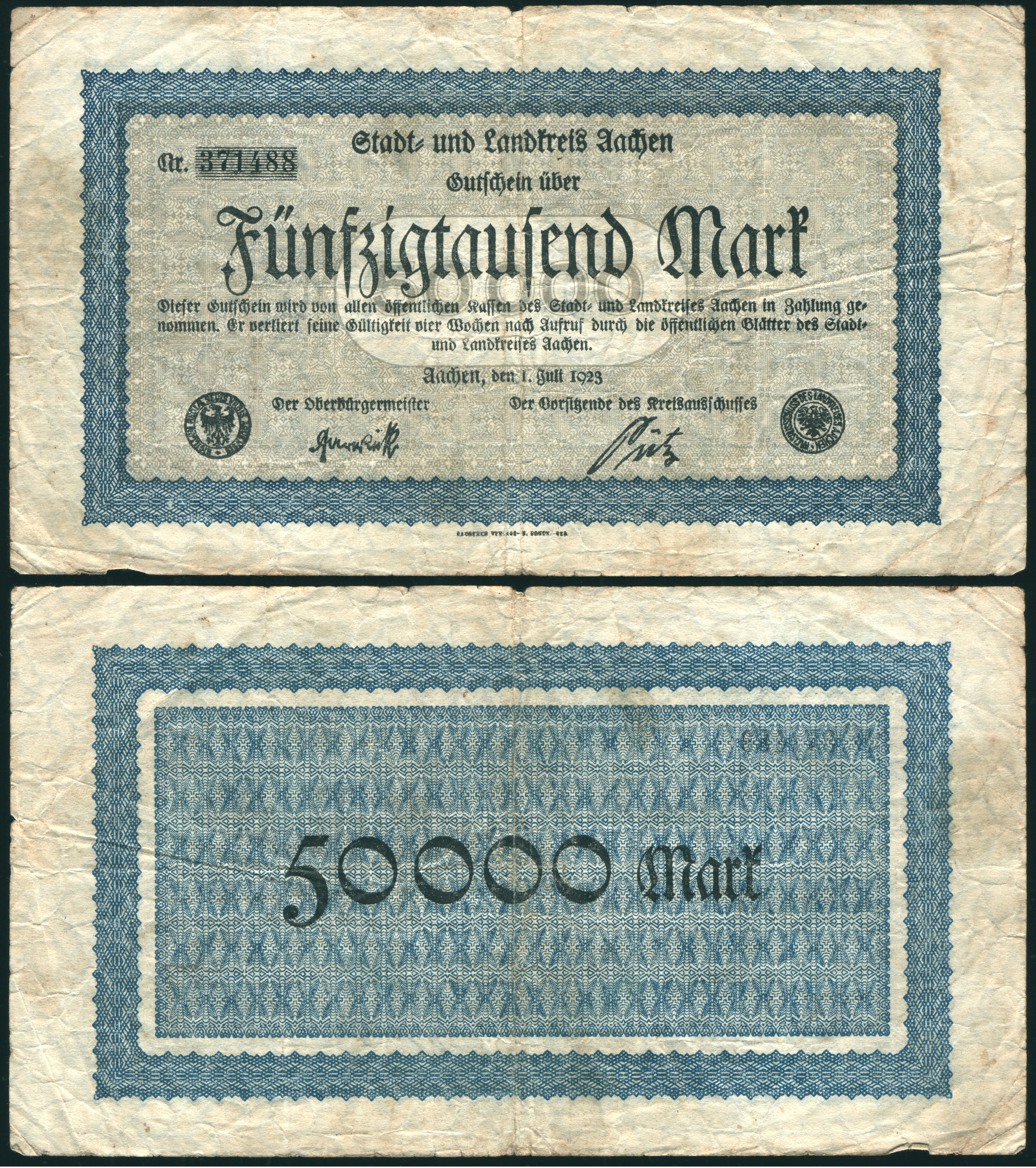
۵۰۰۰۰ مارک آخن ۱۹۲۳

## تثبیت
اقتصاد پولی آلمان در آن زمان به‌شدت تحت تأثیر نظریه چارترالیسم (Chartalism) و مکتب تاریخی آلمان قرار داشت، که این مسئله بر نحوه تحلیل بحران تورم افسارگسیخته تأثیر گذاشته بود. بحران تورم، اقتصاددانان و سیاستمداران برجسته را به جستجوی راهی برای تثبیت واحد پول آلمان واداشت. در اوت ۱۹۲۳، اقتصاددانی به نام کارل هلفریش (Karl Helfferich) طرحی را پیشنهاد داد که طبق آن واحد پول جدیدی به نام «روگن‌مارک» (Roggenmark – مارک چاودار) منتشر شود که پشتوانه آن اوراق قرضه با پشتوانه رهنی با شاخص‌گذاری بر اساس قیمت بازار غله چاودار باشد. این طرح به دلیل نوسانات شدید قیمت چاودار نسبت به مارک کاغذی، رد شد.
وزیر کشاورزی، هانس لوتر (Hans Luther)، طرحی جایگزین ارائه داد که در آن به‌جای چاودار از طلا استفاده شد و منجر به انتشار واحد پول جدیدی به نام «رنتن‌مارک» (Rentenmark – مارک رهنی) گردید که پشتوانه آن اوراق قرضه‌ای بود که به قیمت بازار طلا شاخص‌گذاری شده بودند. این اوراق طلا با نرخ ۲۷۹۰ مارک طلا به‌ازای هر کیلوگرم طلا، یعنی معادل نرخ مارک طلا پیش از جنگ، شاخص‌گذاری شده بودند. رنتن‌مارک‌ها قابل تبدیل به طلا نبودند، اما ارزش آن‌ها بر اساس همین اوراق طلا تنظیم می‌شد. این طرح در قالب احکام اصلاحات پولی در تاریخ‌های ۱۳ تا ۱۵ اکتبر ۱۹۲۳ به تصویب رسید. بانکی جدید به نام «رنتن‌بانک» (Rentenbank) نیز توسط هانس لوتر تأسیس شد، زمانی که او به مقام وزیر دارایی منصوب گردید.

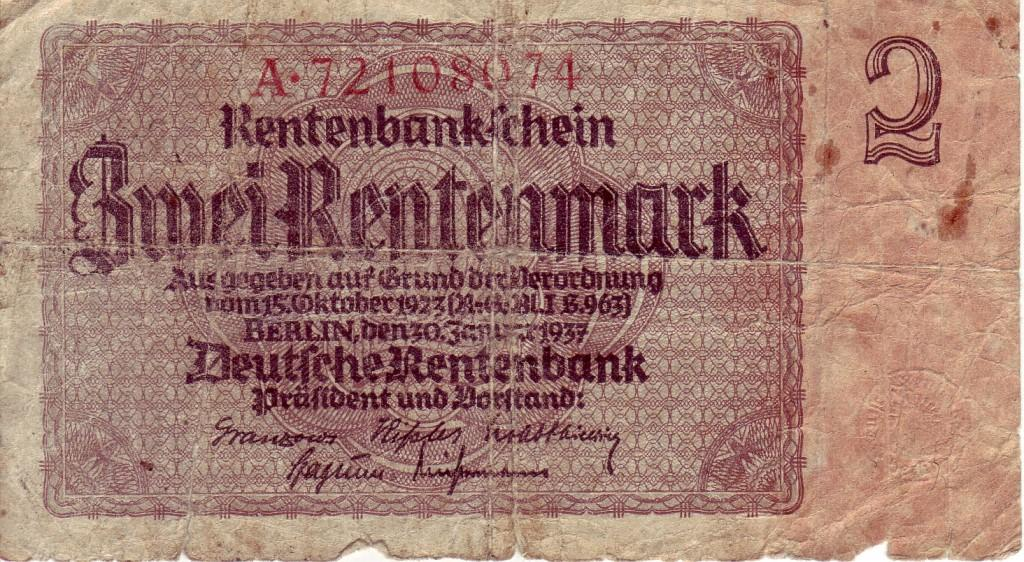
اسکناس دو رنتن‌مارکی، منتشرشده بر اساس فرمان ۱۵ اکتبر ۱۹۲۳

پس از ۱۲ نوامبر ۱۹۲۳، زمانی که هیالمار شاخت (Hjalmar Schacht) به عنوان کمیسر پولی منصوب شد، بانک مرکزی آلمان (رایش‌بانک) دیگر اجازه نداشت اوراق خزانه‌داری دولت را تنزیل کند، که به این معنا بود که چاپ مارک کاغذی نیز متوقف شد. تنها تنزیل اسناد بازرگانی مجاز بود و مقدار رنتن‌مارک افزایش یافت، اما انتشار آن به‌طور سخت‌گیرانه‌ای کنترل می‌شد تا فقط در چارچوب معاملات تجاری و دولتی روز انجام شود. رنتن‌بانک از اعطای اعتبار به دولت و همچنین به سوداگرانی که قادر به دریافت وام در قالب رنتن‌مارک نبودند، خودداری کرد، چرا که رنتن‌مارک واحد پول قانونی محسوب نمی‌شد.
در ۱۶ نوامبر ۱۹۲۳، رنتن‌مارک جدید معرفی شد تا جایگزین مارک‌های بی‌ارزشی شود که توسط رایش‌بانک منتشر شده بودند. دوازده صفر از قیمت‌ها حذف شد و قیمت‌های درج‌شده با واحد پول جدید ثابت ماندند.
زمانی که رودلف هاونشتاین، رئیس رایش‌بانک، در ۲۰ نوامبر ۱۹۲۳ درگذشت، هیالمار شاخت جایگزین او شد. تا ۳۰ نوامبر ۱۹۲۳، حدود ۵۰۰٬۰۰۰٬۰۰۰ رنتن‌مارک در گردش بود که این مقدار تا اول ژانویه ۱۹۲۴ به یک میلیارد، و تا ژوئیه ۱۹۲۴ به ۱٫۸ میلیارد رنتن‌مارک افزایش یافت. در همین حال، مارک‌های کاغذی قدیمی همچنان در گردش بودند. مجموع مارک‌های کاغذی تا ژوئیه ۱۹۲۴ به ۱٫۲ سکستیلیون (۱٬۲۰۰٬۰۰۰٬۰۰۰٬۰۰۰٬۰۰۰٬۰۰۰٬۰۰۰) رسید و ارزش آن‌ها همچنان کاهش یافت، به‌طوری‌که به یک‌سوم ارزش تبدیل‌شده‌شان به رنتن‌مارک سقوط کرد.
در ۳۰ اوت ۱۹۲۴، قانونی پولی اجازه داد تا یک اسکناس یک تریلیون مارک کاغذی با یک رایش‌مارک جدید مبادله شود، که ارزش آن برابر با یک رنتن‌مارک بود. تا سال ۱۹۲۴، یک دلار معادل ۴٫۲ رنتن‌مارک بود.

## ارزش‌گذاری مجدد

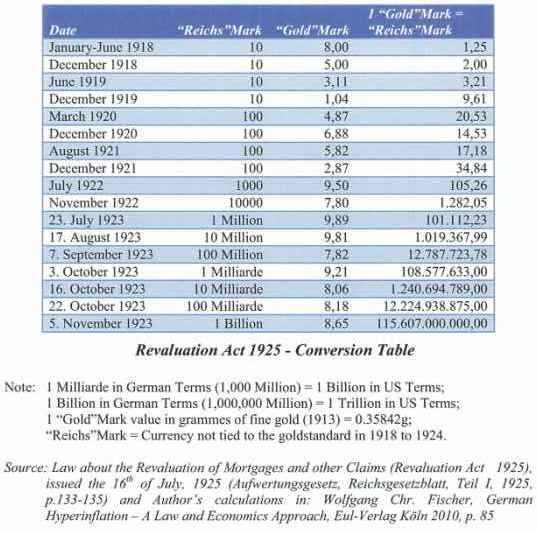
جدول تبدیل

در نهایت، برخی از بدهی‌ها به‌منظور جبران خسارت اعتباری ناشی از کاهش فاجعه‌بار ارزش بدهی‌هایی که پیش از تورم افسارگسیخته به مارک کاغذی تعیین شده بودند، دوباره احیا شدند. بر اساس فرمانی در سال ۱۹۲۵، برخی وام‌های مسکن به میزان ۲۵٪ از ارزش اسمی آن‌ها در واحد پول جدید بازیابی شدند؛ این مقدار عملاً معادل ۲۵٬۰۰۰٬۰۰۰٬۰۰۰ برابر ارزش آن‌ها در مارک کاغذی قدیم بود، مشروط بر اینکه حداقل پنج سال نگه‌داری شده بودند. به‌طور مشابه، برخی اوراق قرضه دولتی نیز به میزان ۲٫۵٪ از ارزش اسمی خود مجدداً اعتبار یافتند، که قرار بود پس از پرداخت غرامت‌ها پرداخت شوند.
بدهی‌های مربوط به وام‌های مسکن با نرخ بسیار بالاتری نسبت به اوراق قرضه دولتی بازیابی شدند. بازگرداندن بخشی از بدهی‌ها و ازسرگیری مالیات‌گیری مؤثر در اقتصادی که هنوز ویران بود، موجی از ورشکستگی‌های شرکتی را به راه انداخت.
یکی از مسائل مهم در تثبیت تورم افسارگسیخته، ارزش‌گذاری مجدد بود. این واژه معمولاً به افزایش نرخ مبادله واحد پول ملی نسبت به سایر ارزها اطلاق می‌شود، اما می‌تواند به معنای بازیابی ارزش واحد پولی نیز باشد که بر اثر تورم کاهش یافته است. دولت آلمان در آن زمان بین تصویب قانونی برای ارزش‌گذاری مجدد به‌منظور پایان‌دادن سریع به تورم افسارگسیخته، یا تحمل هرج‌ومرج‌های سیاسی و خشونت در خیابان‌ها، یکی را باید انتخاب می‌کرد. دولت با جزئیات استدلال کرد که منافع بستانکاران و بدهکاران باید به شکلی منصفانه و متعادل در نظر گرفته شود. نه شاخص قیمت استاندارد زندگی و نه شاخص قیمت سهام به‌عنوان معیارهای مناسب تلقی نشدند.
محاسبه نسبت تبدیل ارز، تا حد زیادی بر پایه شاخص دلار و شاخص قیمت عمده‌فروشی انجام شد. به‌طور کلی، دولت آلمان رویکردی مبتنی بر منطق بازار را دنبال کرد؛ به این معنا که شاخص دلار و شاخص عمده‌فروشی می‌توانستند سطح واقعی قیمت‌ها را در دوران تورم بالا و تورم افسارگسیخته نشان دهند. علاوه بر این، ارزش‌گذاری مجدد با نرخ تبدیل مارک و دلار آمریکا مرتبط بود تا ارزش مارک طلا (Goldmark) را تعیین کند.
در نهایت، قانون ارزش‌گذاری مجدد وام‌های مسکن و دیگر مطالبات (Gesetz über die Aufwertung von Hypotheken und anderen Ansprüchen یا Aufwertungsgesetze) در ۱۶ ژوئیه ۱۹۲۵ تصویب شد. این قانون صرفاً نسبت مارک کاغذی به مارک طلا را برای دوره زمانی بین ۱ ژانویه ۱۹۱۸ تا ۳۰ نوامبر ۱۹۲۳ و روزهای پس از آن در نظر گرفت. بدین ترتیب، تورم شدید منجر به پایان یک اصل مهم شد: «هر مارک برابر با یک مارک است»، اصلی که به‌عنوان اصل ارزش اسمی شناخته می‌شد.
این قانون در دیوان عالی آلمان (Reichsgericht) به چالش کشیده شد، اما شعبه پنجم دیوان در تاریخ ۴ نوامبر ۱۹۲۵ حکم داد که این قانون با قانون اساسی، حتی با در نظر گرفتن «منشور حقوق و وظایف آلمانی‌ها» (مواد ۱۰۹، ۱۳۴، ۱۵۲ و ۱۵۳ قانون اساسی)، سازگار است. این پرونده به‌عنوان یک سابقه مهم برای نظارت قضایی در حقوق آلمان ثبت شد.

## منابع

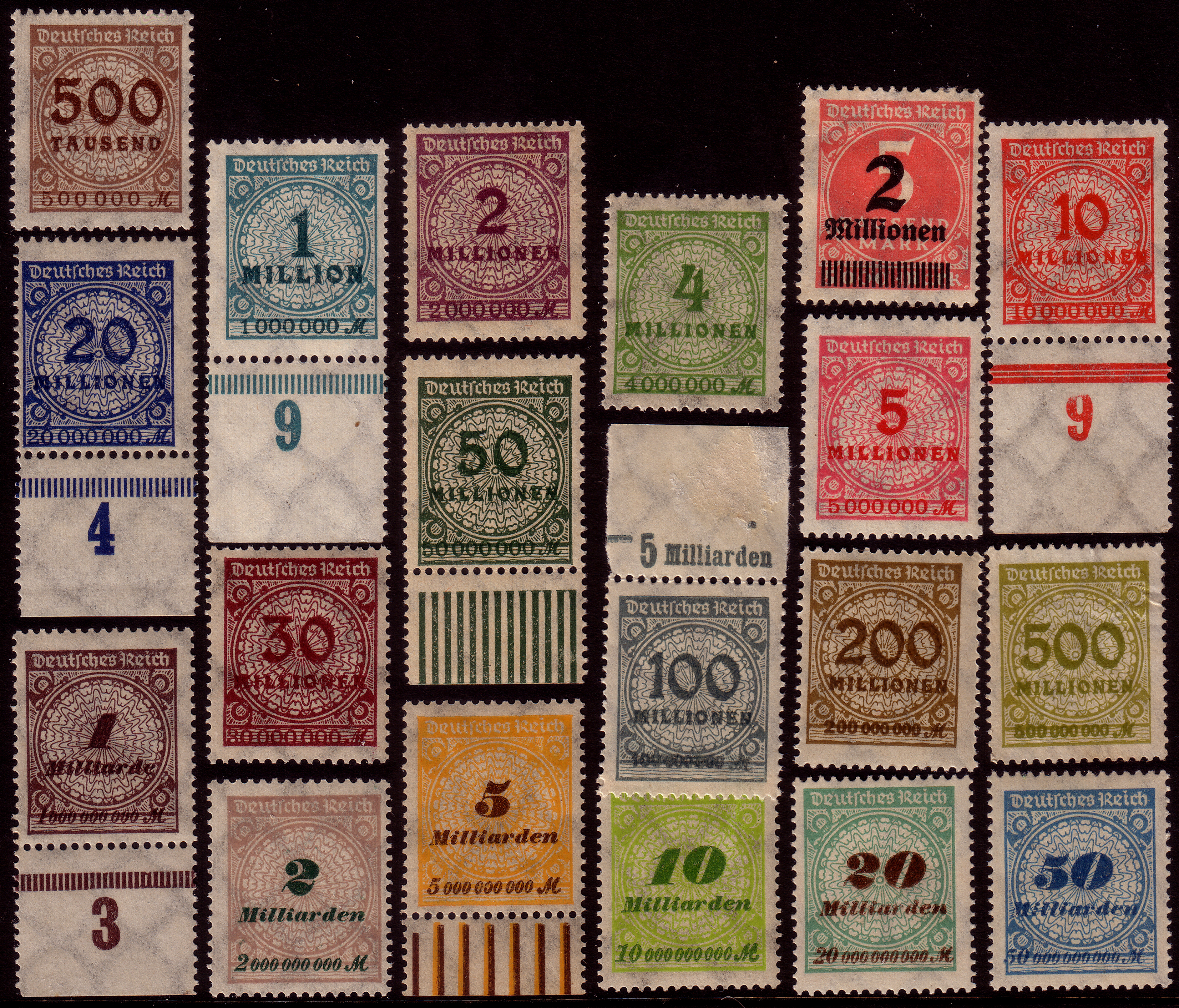
تمبر پستی آلمان در آن دوره.